# X11 (school)

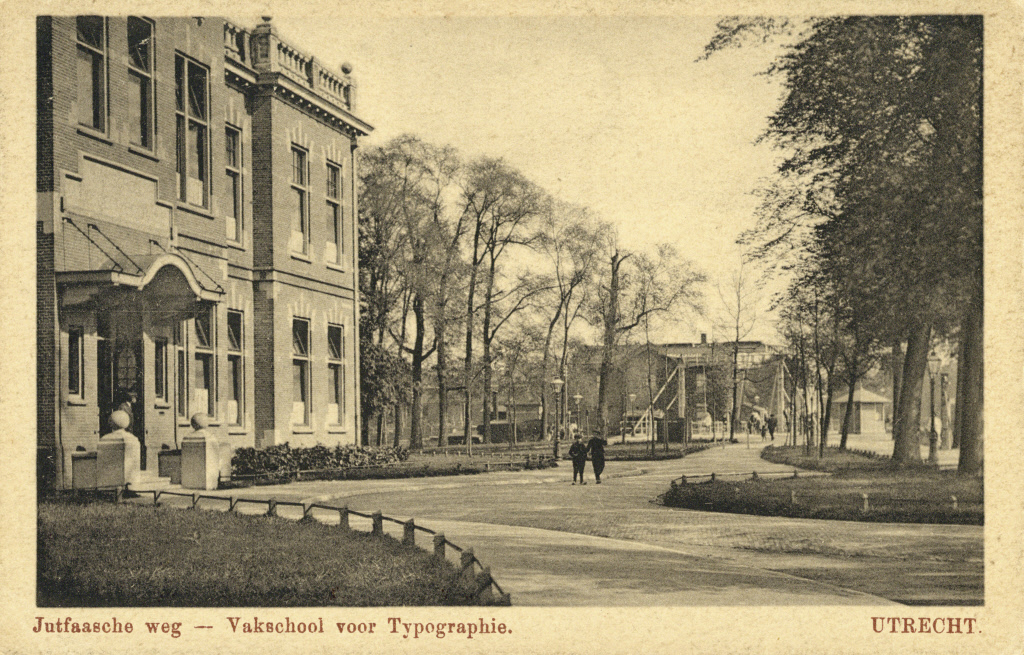
Vakschool voor Typografie Utrecht

X11 (uitgesproken als ikzelf) is een Nederlandse school voor vmbo/havo voor Media en Vormgeving en maakt onderdeel uit van NUOVO Scholengroep, stichting voor het openbaar voortgezet onderwijs van de stad Utrecht. De scholen UniC, VOLT!, Academie Tien, Pouwer College, Trajectum College, Leidsche Rijn College, Internationale School Utrecht, Utrechts Stedelijk Gymnasium, Ithaka Internationale Schakelklassen, Openbaar Lyceum Zeist, MAVO Doorn en X11 vallen onder hetzelfde bestuur.  X11 biedt onderwijs aan ongeveer 1100 leerlingen (schooljaar 2023-2024). De HAVO is gestart per augustus 2017.
Leerlingen op X11 worden voorbereid op creatieve en creatief-technische vervolgopleidingen en beroepen op het gebied van vormgeven, grafisch ontwerpen en digitale media.

## Geschiedenis
Omdat er steeds meer mensen kranten lazen was er behoefte aan vakmensen die kranten konden drukken. De voorzitter van de ‘Kamers van Arbeid’ lobbyde daarom voor een opleiding in de typografie. In 1907 werd dat werkelijkheid met de start van de Vakschool voor de Typografie. De school startte met 12 leerlingen op het Wolvenplein in Utrecht. Door de groei van het aantal leerlingen werd een tijdelijk onderkomen gevonden op de Asch van Wijckkade en in 1909 een nieuw school gebouwd aan de Jutfaseweg. De opleiding werd tevens uitgebreid van een een- naar een driejarige opleiding.
Tussen 1925 en 2015 zijn er meerdere fusies en naamsveranderingen geweest:
- 1925: School voor Grafische Vakken
- 1990: Vaktechnisch Lyceum Utrecht door samenvoeging met de Vakschool voor Mode en Kleding
- 1993: Montessori College Utrecht door samenvoeging met IVO Mavo Zeist en de Merwede Mavo en werd het voortgezet onderdeel bestuurlijk losgekoppeld
- 1997: Verhuizing van het Montessori College Utrecht (LTS) samen met het huidige Grafisch Lyceum Utrecht (MBO) naar ‘Het Gebouw’ aan de Vondellaan
- 2005: X11 school voor Grafimedia
- 2015: X11 - Media en Vormgeving